# Ruslan Baltíev
Ruslan Baltíev   (Almati, 16 de setembre de 1978) és un exfutbolista kazakh de la dècada de 2000.
Fou 73 cops internacional amb la selecció del Kazakhstan.
Pel que fa a clubs, defensà els colors de FC Kairat i FC Dinamo Moscou.